# Verenigd Koninkrijk op het Eurovisiesongfestival 2011

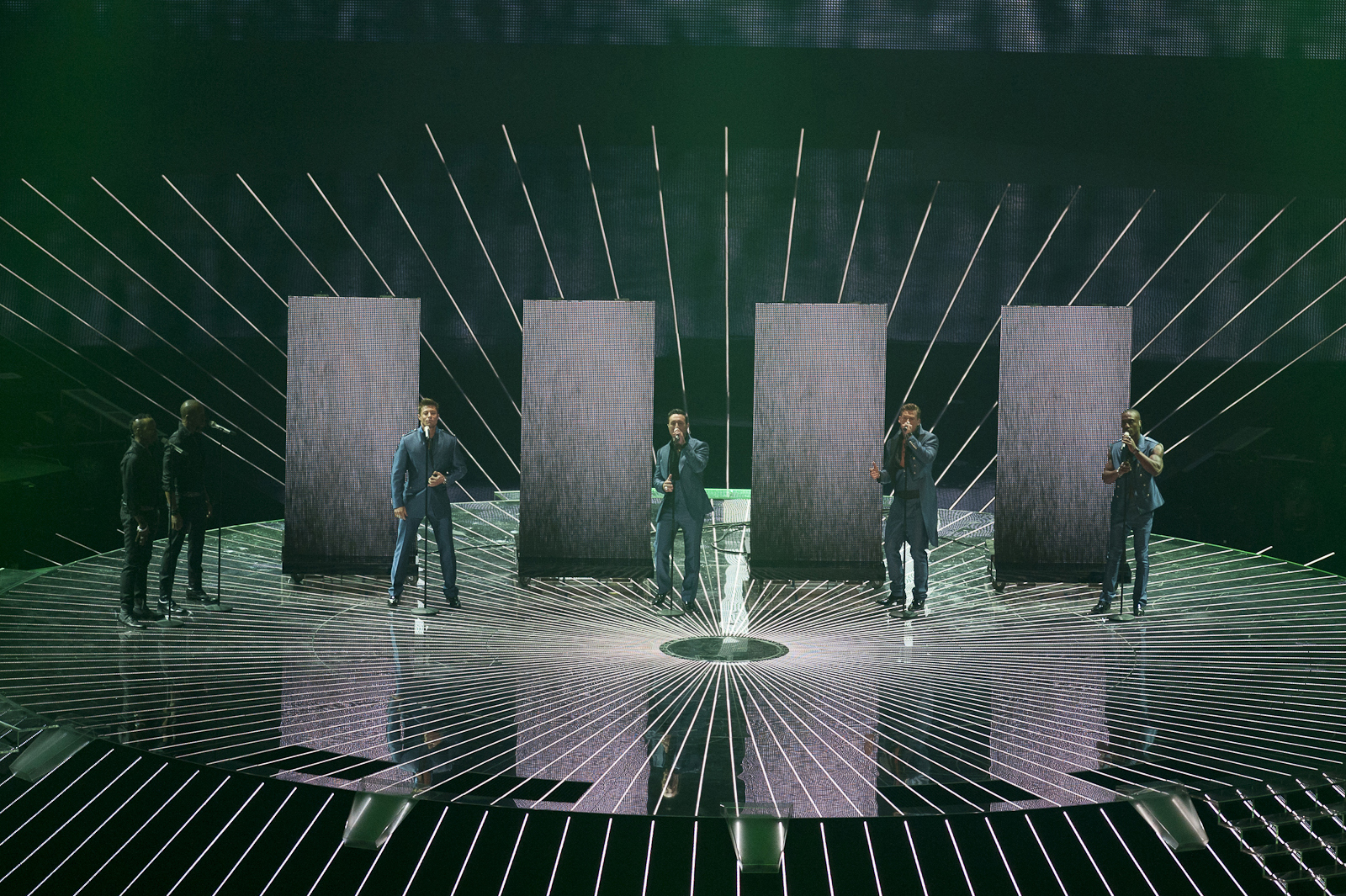
Blue in actie in Düsseldorf.

Het Verenigd Koninkrijk nam deel aan het Eurovisiesongfestival 2011 in Düsseldorf, Duitsland. Het was de 54ste deelname van het land op het Eurovisiesongfestival. De BBC was verantwoordelijk voor de Britse bijdrage voor de editie van 2011.

## Selectieprocedure
Volgens de krant The Sun zou de Britse Libanees Mika het lied mogen schrijven voor de Britse kandidaat. Het concept zou daarmee hetzelfde blijven als de voorbije twee jaar. Een componist wordt gevraagd een nummer te schrijven, waarna er een nationale preselectie wordt gehouden voor wie het nummer mag zingen op het Eurovisiesongfestival. In 2009 leverde dit een mooie vijfde plaats op voor Jade Ewen met It's my time, gecomponeerd en geschreven door Andrew Lloyd Webber en Diane Warren. In 2010 behaalde Josh Dubovie met het door Pete Waterman geschreven nummer That sounds good to me echter de laatste plaats.
Op 29 januari 2011 maakte de BBC vrij onverwacht bekend dat de boyband Blue het Verenigd Koninkrijk zou vertegenwoordigen in Düsseldorf. Het lied waarmee de band naar het Eurovisiesongfestival trok, was I can. Het was voor het eerst sinds 1995 dat het publiek niet kon bepalen wie het land mocht vertegenwoordigen op het Eurovisiesongfestival.

## In Düsseldorf
In Düsseldorf mocht het Verenigd Koninkrijk meteen aantreden in de finale, het moest niet deelnemen aan een van de halve finales. Reden hiervoor was dat het land lid is van de Grote Vijf: de vijf grootste nettobetalers van de EBU. In die finale was het Verenigd Koninkrijk als veertiende van 25 landen aan de beurt, na Zwitserland en voor Moldavië. Aan het einde van de puntentelling stond Blue op de elfde plaats, met het ronde getal van 100 punten.